# Reconstruccionismo cristiano
El reconstruccionismo cristiano es un movimiento teonómico reformado fundamentalista que se desarrolló bajo las ideas de Rousas Rushdoony, Greg Bahnsen y Gary North; ha tenido una influencia importante en la derecha cristiana de los Estados Unidos. De acuerdo con el mandato cultural, los reconstruccionistas defienden la teonomía y la restauración de ciertas leyes bíblicas que se dice que tienen una aplicabilidad continua. El movimiento disminuyó en la década de 1990 y fue declarado muerto en un artículo de la revista Historia de la Iglesia de 2008, aunque las organizaciones de reconstrucción cristianas como la Fundación Chalcedon y American Vision están activas hoy en día. Los reconstruccionistas cristianos suelen ser postmilenialistas y seguidores de la apologética presuposicional de Cornelius Van Til.
Una denominación cristiana que defiende la visión del reconstruccionismo cristiano es la Iglesia Presbiteriana Reformada en los Estados Unidos. Sin embargo, la mayoría de los cristianos reformados rechazan el reconstruccionismo cristiano y se aferran a la teología clásica del pacto, la visión reformada tradicional de la relación entre el Antiguo Pacto y el cristianismo.

## Perspectiva reconstruccionista

### Teonomía
Los reconstruccionistas cristianos abogan por un gobierno teonómico y principios económicos libertarios. Mantienen una distinción de esferas de autoridad entre familia, iglesia y Estado. Por ejemplo, el cumplimiento de las sanciones morales bajo la teonomía se lleva a cabo por el gobierno de la familia y la iglesia, y las sanciones por delitos morales están fuera de la autoridad del gobierno civil (que se limita a asuntos penales, tribunales y defensa nacional). Sin embargo, algunos creen que estas distinciones se vuelven borrosas, ya que la aplicación de la teonomía implica un aumento en la autoridad del gobierno civil. A pesar de esto, los reconstruccionistas argumentan que, bajo teonomía, la autoridad del Estado está severamente limitada a un punto en el que solo existe la rama judicial (por ejemplo, un ciudadano no teme que una fuerza policial del Estado irrumpirá en su casa por la noche, ya que, bajo teonomía, no hay rama ejecutiva y por lo tanto no hay fuerza policial estatal). Los reconstruccionistas también dicen que el gobierno teocrático no es una oligarquía o monarquía del hombre que se comunica con Dios, sino un reconocimiento nacional de las leyes existentes. Prominentes defensores del reconstruccionismo cristiano han escrito que, según su entendimiento, la ley de Dios aprueba la pena de muerte no solo por asesinato, sino también por propagadores de todas las formas de idolatría, homosexuales abiertos, adúlteros, practicantes de brujería, blasfemos, y quizás incluso jóvenes recalcitrantes (ver la Lista de crímenes capitales en la Biblia).
Por el contrario, el fundador del reconstruccionismo cristiano, Rousas Rushdoony, escribió en Los Institutos de Derecho Bíblico (el documento fundacional del reconstruccionismo) que la ley del Antiguo Testamento debería aplicarse a la sociedad moderna, y aboga por el restablecimiento de las sanciones penales de la ley mosaica. Bajo tal sistema, la lista de crímenes civiles que conllevaban una sentencia de muerte incluiría asesinato, homosexualidad, adulterio, incesto, mentir sobre la virginidad, bestialidad, brujería, idolatría o apostasía, blasfemia pública, falsas profecías, secuestros, violaciones y dar falso testimonio en un caso capital.
Kayser señala que la Biblia aboga por la justicia, y que los castigos bíblicos prescritos por delitos son el máximo permitido para mantener la justicia y no la única opción disponible, porque los castigos menores también están autorizados.

### Opiniones sobre el pluralismo
Rousas Rushdoony escribió en Los Institutos de Derecho Bíblico: "La herejía de la democracia [desde los tiempos de la Nueva Inglaterra colonial] ha causado estragos en la iglesia y el Estado" y: "El cristianismo y la democracia son inevitablemente enemigos", y dijo en otra parte que "el cristianismo es completa y radicalmente antidemocrático; está comprometido con la aristocracia espiritual", y caracterizó a la democracia como "el gran amor de los fracasos y cobardes de la vida". Sin embargo, expresó repetidamente su oposición a cualquier tipo de revolución violenta y abogó por la reforma gradual (a menudo denominada "regeneración" en sus escritos) de la sociedad de abajo hacia arriba, comenzando con el individuo y la familia y desde allí reformando gradualmente otras esferas de autoridad, incluyendo la iglesia y el Estado.
Rushdoony creía que una república es una mejor forma de gobierno civil que una democracia. Según Rushdoony, una república evitó el gobierno de la mafia y el gobierno del "51%" de la sociedad; en otras palabras, "el poder no hace lo correcto" en una república. Rushdoony escribió que la separación de poderes de Estados Unidos entre 3 ramas del gobierno es un método de gobierno civil mucho más neutral y mejor que una democracia directa, afirmando que "la Constitución [estadounidense] fue diseñada para perpetuar un orden cristiano". Rushdoony argumenta que el propósito de la Constitución era proteger la religión del gobierno federal y preservar los "derechos de los estados" federados.
Douglas W. Kennard, profesor de teología y filosofía en la Escuela de Teología de Houston, escribió sobre el reconstruccionismo cristiano que los cristianos de tradiciones no reformadas, como algunos "bautistas, metodistas, católicos, [y] ortodoxos", estarían "bajo la amenaza de la pena capital promovida por el teonomista extremo". Por otra parte, Ligon Duncan ha declarado que "católicos romanos a episcopales a presbiterianos a pentecostales", así como "arminianos y calvinistas, carismáticos y no carismáticos, de las tradiciones de la alta y baja iglesia están representados en el paraguas más amplio del reconstruccionismo (a menudo en la forma del movimiento "Christian America").

## Influencia en la derecha cristiana en general
Aunque tiene un número relativamente pequeño de adherentes que se describen a sí mismos, el reconstruccionismo cristiano ha desempeñado un papel en la promoción de la tendencia hacia la política cristiana explícita en la derecha cristiana estadounidense más grande. Esta es la tendencia más amplia a la que algunos críticos se refieren, en general, como dominionismo. Además, supuestamente tienen una cantidad de influencia que es desproporcionada en su número entre los defensores del crecimiento del movimiento cristiano de educación en el hogar y otros movimientos de educación cristiana que buscan la independencia de la supervisión directa o el apoyo del gobierno civil. Debido a que sus números son tan pequeños en comparación con su influencia, a veces se les acusa de ser reservados y conspiradores.
En Mateo 28:18, Jesús dice: "Toda potestad me es dada en el cielo y en la tierra". Este versículo es visto como un anuncio de Jesús de que ha asumido la autoridad sobre toda la autoridad terrenal. Desde ese punto de vista, algunos teólogos interpretan la Gran Comisión como un comando para ejercer esa autoridad en su nombre, y someten todas las cosas (incluidas las sociedades y las culturas) bajo sus órdenes. Rousas Rushdoony, por ejemplo, interpretó la Gran Comisión como una republicación del "mandato de creación", refiriéndose a Génesis 1:28.

Fructificad y multiplicaos; llenad la tierra, y sojuzgadla, y señoread en los peces del mar, en las aves de los cielos, y en todas las bestias que se mueven sobre la tierra.

Para Rushdoony, la idea de dominio implicaba una forma de teocracia cristiana o, más exactamente, una teonomía. Por ejemplo, él escribió que:

El propósito de la venida de Cristo fue en términos del mandato de la creación... Los redimidos están llamados al propósito original del hombre, a ejercer dominio bajo Dios, a guardar los convenios y a cumplir "la justicia de la ley" (Rom. 8:4)... El hombre es convocado para crear la sociedad que Dios requiere.

En otra parte escribió:

El hombre que se santifica progresivamente inevitablemente santificará su hogar, escuela, política, economía, ciencia y todo lo demás al comprender e interpretar todas las cosas en términos de la Palabra de Dios.

Según el sociólogo y profesor de religión William Martin, autor de With God on Our Side:

Es difícil evaluar la influencia del pensamiento reconstruccionista con precisión. Debido a que es tan genuinamente radical, la mayoría de los líderes de la derecha religiosa tienen cuidado de distanciarse de ella. Al mismo tiempo, claramente tiene cierto atractivo para muchos de ellos. Uno indudablemente habló por los demás cuando confesó: "Aunque escondemos sus libros debajo de la cama, los leemos igual". Además, varios líderes clave han reconocido una deuda intelectual con los teonomistas. Jerry Falwell y D. James Kennedy han respaldado los libros reconstruccionistas. Rushdoony ha aparecido en el programa de televisión de Kennedy y en el 700 Club varias veces. Pat Robertson hace uso frecuente del lenguaje de "dominio"; su libro, The Secret Kingdom, a menudo ha sido citado por sus elementos de teonomía; y los pluralistas se sintieron incómodos cuando, durante su campaña presidencial, dijo que "solo traería cristianos y judíos al gobierno", así como cuando más tarde escribió: "Nunca habrá paz mundial hasta que a la casa de Dios y el pueblo de Dios les sea entregado su legítimo lugar de liderazgo en la cima del mundo". Y Jay Grimstead, quien lidera la Coalición para el Avivamiento, que reúne a los Reconstruccionistas con más evangélicos convencionales, ha dicho: "No me llamo a mí mismo [un Reconstruccionista]", pero "Muchos de nosotros nos damos cuenta de que la Biblia es el estándar de moralidad de Dios ... en todos los puntos de la historia ... y para todas las sociedades, tanto cristianas como no cristianas ... Sucede que Rushdoony, Bahnsen y North lo entendieron antes. Agregó: "Hay muchos de nosotros flotando en el liderazgo cristiano, James Kennedy es uno de ellos, que no van del todo con la cuestión de la teonomía, pero que quieren reconstruir América basados en la Biblia".

## Crítica cristiana
Michael Horton, del Seminario Westminster de California, advirtió contra la seducción de la religión del poder. La retórica cristiana del movimiento es débil, argumenta, contra la lógica de su programa autoritario y legalista, que siempre impulsará el reconstruccionismo hacia ideas subcristianas sobre el pecado y la perfectibilidad de la naturaleza humana (como imaginar que, si los cristianos están en el poder, no estarán inclinados a hacer el mal). Por el contrario, sostienen Horton y otros, la Ley de Dios puede, a menudo ha sido, y será puesta en mal uso por los cristianos y otros, en el Estado, en las iglesias, en el mercado y en las familias; y estos crímenes se agravan, porque para oponerse a un error cometido a través del abuso de la ley de Dios, un crítico debe soportar ser etiquetado como enemigo de la ley de Dios.
J. Ligon Duncan, del Departamento de Teología Sistemática del Seminario Teológico Reformado en Jackson, Misisipi, advierte que "La teonomía, en grave violación de los patrones bíblicos y el sentido común, ignora el contexto de la entrega de la ley a la comunidad redentora del Antiguo Testamento. Esto constituye un acercamiento a la naturaleza de la ley civil muy diferente de Calvino y el resto de la tradición reformada, que ve la ley civil como la aplicación de Dios de sus estándares eternos a las exigencias particulares de su pueblo". Duncan rechaza la insistencia del reconstruccionista de que "la jurisprudencia civil del Antiguo Testamento es normativa para el magistrado civil y el gobierno en la era del Nuevo Pacto". Él considera que su negación de la triple distinción entre la ley moral, civil y ceremonial representa uno de los graves defectos de la hermenéutica reconstruccionista.
El profesor Meredith Kline, cuya propia teología ha influido en el método de varios teólogos reconstruccionistas, ha mantenido firmemente que el reconstruccionismo comete el error de no comprender el papel profético especial del Israel bíblico, incluidas las leyes y sanciones, calificándolo de "una perversión engañosa y grotesca de las enseñanzas de las escrituras". El alumno de Kline, Lee Irons, promueve la crítica:

Según los teócratas reformados aparentemente... el único objetivo satisfactorio es que Estados Unidos se convierta en una nación cristiana. Irónicamente... es el rechazo total (no el avivamiento) de los principios teocráticos que hoy se necesita desesperadamente si la iglesia debe ser fiel a la tarea del testimonio del evangelio que se le ha confiado en la era actual... Es solo como la iglesia... pone a un lado el deseo por la influencia y el poder mundanos - será una presencia positiva en la sociedad.

Rodney Clapp escribió que el reconstruccionismo es un movimiento antidemocrático.
En un artículo publicado en abril de 2009 en Christianity Today sobre el teólogo y escritor Douglas Wilson, la revista describió el reconstruccionismo como algo que está fuera de los puntos de vista "convencionales" de los cristianos evangélicos. También declaró que "raya en un llamado a la teocracia absoluta".
George M. Marsden, profesor de historia en la Universidad de Notre Dame, ha señalado en Christianity Today que "el reconstruccionismo en su forma pura es un movimiento radical". También escribió: "las propuestas positivas de los Reconstruccionistas están tan fuera de línea con los compromisos evangélicos estadounidenses y los ideales republicanos estadounidenses como la libertad religiosa que el número de verdaderos creyentes en el movimiento es pequeño".
La popular autora religiosa, feminista y exmonja católica, Karen Armstrong ve un potencial de "fascismo" en el reconstruccionismo cristiano, y ve el eventual Dominio imaginado por los teólogos RJ Rushdoony y Gary North como: "totalitario. No hay lugar para ninguna otra visión o política, ni tolerancia democrática para los partidos rivales, ni libertad individual".
Los cristianos reformados tradicionales han argumentado que los reconstruccionistas cristianos "han malinterpretado significativamente las posiciones de Calvino, otros maestros reformados y la Confesión de Westminster con respecto a la relación entre las estipulaciones éticas del pacto del Sinaí y la obligación cristiana de las leyes judiciales mosaicas de hoy".

## Relación al dominionismo
Algunos sociólogos y críticos se refieren al reconstruccionismo como un tipo de dominionismo. Estos críticos afirman que el uso frecuente de la palabra dominio por escritores reconstruccionistas asocia fuertemente el crítico término de dominionismo con este movimiento. Como forma ideológica de dominionismo, el reconstruccionismo a veces se considera la forma más típica de teología del dominio.
El teólogo protestante Francis Schaeffer está vinculado con el movimiento de algunos críticos, pero algunos pensadores reconstruccionistas son muy críticos con las posiciones de Schaeffer y él mismo rechazó cualquier conexión o afiliación con el reconstruccionismo, aunque en ocasiones y de manera cordial mantuvo correspondencia con Rushdoony. Los autores Sara Diamond y Fred Clarkson sugieren que Schaeffer compartió con el reconstruccionismo la tendencia al dominionismo.
Los reconstruccionistas cristianos se oponen a las etiquetas de dominionismo y teología de dominio, que dicen que tergiversan sus puntos de vista. Algunos movimientos culturales y políticos cristianos separados se oponen a ser descritos con la etiqueta de dominionismo, porque en su opinión la palabra implica apego al reconstruccionismo. En el reconstruccionismo, la idea del dominio divino, sujeto a Dios, se contrasta con el dominio autónomo de la humanidad en la rebelión contra Dios.

## Otras lecturas
Fuentes primarias de reconstruccionistas cristianos
- Bahnsen, Greg L (2002) [1977], Theonomy in Christian Ethics (3era edición), Nacogdoches, TX: Covenant, ISBN 978-0-9678317-3-2..
- ——————— (Invierno de 1979), «MG Kline on Theonomic Politics: An Evaluation of His Reply», Journal of Christian Reconstruction, archivado desde el original el 14 de mayo de 2020, consultado el 23 de junio de 2020..
- ——————— (1991), By This Standard: The Authority of God's Law Today, Tyler, TX: Institute for Christian Economics, ISBN 978-0-930464-06-6, archivado desde el original el 15 de diciembre de 2004, consultado el 23 de junio de 2020..
- ——————— (1991), No Other Standard: Theonomy and Its Critics, Tyler, TX: Institute for Christian Economics, ISBN 978-0-930464-56-1, archivado desde el original el 19 de mayo de 2000, consultado el 23 de junio de 2020..
- DeMar, Gary; Leithart, Peter (1990) [1988], Reduction of Christianity: A Biblical Response to Dave Hunt, Ft. Worth, TX: Dominion Press, ISBN 978-0-930462-63-5, archivado desde el original el 20 de junio de 2006, consultado el 15 de abril de 2006..
- Gentry, Kenneth (1992), He Shall Have Dominion: A Postmillennial Eschatology, Tyler, TX: Institute for Christian Economics, ISBN 978-0-930464-62-2, consultado el 15 de abril de 2006..
- North, Gary (1989), Political Polytheism: The Myth of Pluralism, Tyler, TX: Institute for Christian Economics, ISBN 978-0-930464-32-5..
- ————— (1990), Tools of Dominion: The Case Laws of Exodus, Tyler, TX: Institute for Christian Economics, ISBN 978-0-930464-10-3, archivado desde el original el 20 de junio de 2006, consultado el 15 de abril de 2006..
- ————— (1991), Theonomy: An Informed Response, Tyler, TX: Institute for Christian Economics, ISBN 978-0-930464-59-2, archivado desde el original el 20 de junio de 2006, consultado el 15 de abril de 2006..
- Rushdoony, Rousas John (1978), The Nature of the American System, Fairfax, VA: Thoburn Press..

Fuentes secundarias y críticas
- Clark, R. Scott (2006). «Reconstructionism».  En Campbell-Jack, W.C.; McGrath, Gavin J., eds. The New Dictionary of Christian Apologetics. Leicester: Inter-Varsity Press. ISBN 978-0830824519.
- Duncan, J. Ligon III (15 de octubre de 1994), Moses' Law for Modern Government, Atlanta, GA, archivado desde el original el 30 de noviembre de 2012, consultado el 23 de agosto de 2013..
- Durand, Greg Loren (2014), Judicial Warfare: Christian Reconstruction and Its Blueprints For Dominion (tercera edición), Toccoa, GA: Sola Fide Publishers, ISBN 978-0692240601..
- McVicar, Michael J. (2015). Christian Reconstruction: R. J. Rushdoony and American Religious Conservatism. Chapel Hill: University of North Carolina Press. ISBN 978-1469622743.
- «On Earth as It Is in Heaven». God and Politics. Episodio 3. Acorn Media. 1 de enero de 1987.
- Smith, Chris (Otoño de 2012), «His Truth is Marching On», California, archivado desde el original el 15 de abril de 2013, consultado el 23 de agosto de 2013..
- Sugg, John (Diciembre de 2005), «A Nation Under God», Mother Jones, archivado desde el original el 22 de junio de 2013, consultado el 23 de agosto de 2013..

- Datos: Q950941